# لاري كريستيانسن
لاري كريستيانسن Larry Christiansen (ولد في 27 يونيو 1956) لاعب شطرنج أمريكي يحمل لقب أستاذ كبير.

## إنجازات
- فاز ببطولة الولايات المتحدة الأمريكية ثلاث مرات أعوام 1980، 1983، 2002.
- فاز بالمركز الأول متعادلاً مع أناتولي كاربوف في ليناريس عام 1981.
- فاز ببطولة كندا المفتوحة للشطرنج عام 2001.
- فاز بدورة كوراساو عام 2008.
- فاز بدورة برمودا المفتوحة للشطرنج عام 2011.

## ألقاب
- نال لقب أستاذ كبير عام 1977.

## روابط خارجية
- لاري كريستيانسن على موقع الاتحاد الدولي للشطرنج (الإنجليزية)
- لاري كريستيانسن على موقع مباريات الشطرنج (الإنجليزية)
- لاري كريستيانسن على موقع 365Chess.com (الإنجليزية)
- لاري كريستيانسن على موقع Chesstempo.com (الإنجليزية)
- لاري كريستيانسن على موقع الاتحاد الأمريكي للشطرنج (الإنجليزية)
- لاري كريستيانسن سجل أولمبياد الشطرنج على موقع OlimpBase.org (الإنجليزية)